# Andard
Andard korábbi község Franciaország Loire mente régiójában, Maine-et-Loire megyében. 2016. január 1-jén hat másik korábbi községgel egyesült és Loire-Authion új község része lett.
Lakosainak száma 2630 fő (2018. január 1.). Andard Brain-sur-l’Authion, Corné, Le Plessis-Grammoire, Sarrigné és Villevêque községekkel határos.

## Népesség
A település népességének változása:
| Lakosok száma | 1016 | 1024 | 1758 | 2085 | 2184 | 2468 | 2490 | 2511 | 2468 | 2630 |
|               | 1962 | 1968 | 1982 | 1990 | 1999 | 2008 | 2011 | 2013 | 2017 | 2018 |